# Stelis deregularis
Stelis deregularis är en orkidéart som beskrevs av João Barbosa Rodrigues. Stelis deregularis ingår i släktet Stelis och familjen orkidéer. Inga underarter finns listade i Catalogue of Life.